# Malinovo
Malinovo (maďarsky Éberhárd, německy Eberhard) je obec ležící v Bratislavském kraji, okres Senec na Slovensku. Žije zde přibližně 3 900 obyvatel.

## Historie
První písemná zmínka o obci pochází z roku 1209.